# Синеглазово (село)
Синегла́зово — село в Копейском городском округе Челябинской области России.

## География
Село находится на восточном берегу одноимённого озера, вдоль федеральной автодороги А310, в непосредственной близости от городов Копейск, административного центра округа, и Челябинск, административного центра области.

### Часовой пояс
Село Синеглазово, как и вся Челябинская область, находится в часовой зоне МСК+2. Смещение применяемого времени относительно UTC составляет +5:00.

## История
Основана как заимка казаком Синеглазовым в середине XVIII века возле озера Малый Ирентик, впоследствии переименованного в Синеглазово. В дальнейшем заселялось казаками и государственными крестьянами из Челябинского уезда Оренбургской губернии и Пермской губернии.

## Население
| 2002 | 2010 |
| ---- | ---- |
| 307  | ↗340 |

### Гендерный состав
По данным Всероссийской переписи, в 2010 году численность населения села составляла 340 человек (170 мужчин и 170 женщин).

## Улицы
| - ул. Вишнёвая, - ул. Клубная, - пер. Клубный, - ул. Кольцовая, | - ул. Новая, - ул. Полевая, - ул. Прибрежная, - ул. Приозёрная, | - ул. Садовая, - бул. Сиреневый, - ул. Строительная, - ул. Шоссейная. |